# Ducados
Ducados és una marca de cigarretes popular a Espanya que és manufacturada per Altadis, una divisió d'Imperial Tobacco.

## Història
La marca va ser introduïda per Tabacalera el 1963 en la seva varietat de Ducados Negre, la qual es caracteritzava pel seu sabor fort i intens i els seus consumidors eren majoritàriament homes. Amb el mercat de llavors dominat per Jean, Tabacalera va aprofitar la seva influència com a importador de tabac a la península Ibèrica per retenir aquest tabac a les duanes i facilitar la penetració al mercat de la seva pròpia marca, Ducados, aconseguint desbancar el gegant de l'època. Els cigarrets de tabac negre van perdre popularitat progressivament pel fet que moltes dones detestaven la mala olor que deixaven a les seves boques. Per això, Altadis va treure al mercat Ducados Ros, una varietat amb un sabor més suau.
Ducados és, probablement, la marca de cigarretes espanyola més representativa pel seu intens sabor. Ducados s'elabora amb tabac 100% procedent de Canàries i és l'única marca de cigarretes industrials a Espanya els filtres de la qual són de color blanc, per la qual cosa és fàcilment distingible de la resta de marques. A causa de la seva popularitat, alguns turistes solen emportar-se alguns paquets com a record de la seva visita al país. És també conegut popularment com a trujas.